# Plumarella gracilis
Plumarella gracilis är en korallart som beskrevs av Sôichirô Kinoshita 1908. Plumarella gracilis ingår i släktet Plumarella och familjen Primnoidae. Inga underarter finns listade i Catalogue of Life.